# Femke Maes
Femke Maes (* 22. Februar 1980 in Lokeren) ist eine ehemalige belgische Fußballspielerin. Sie war Kapitänin und ist Rekordnationalspielerin der belgischen Nationalmannschaft und war bis zum 22. September 2015 deren Rekordtorschützin.

## Werdegang
Maes begann 14-jährig in der Jugendabteilung des RSC Anderlecht mit dem Fußballspielen. Nach vier Jahren wechselte sie zu Eendracht Aalst, für den sie ebenfalls vier Jahre lang aktiv gewesen ist, bevor sie zum KFC Rapide Wezemaal wechselte. Mit diesem Verein gewann sie viermal die Belgische Meisterschaft und fünfmal den Belgischen Pokal. In der Saison 2006/07 war sie gemeinsam mit zwei anderen Spielerinnen Torschützenkönigin der belgischen Liga. Zur Saison 2007/08 wechselte sie zum niederländischen Erstligisten Wilhelm II Tilburg in die neu gegründete Eredivisie. Mit Willem II wurde sie Vizemeister und als beste Spielerin ausgezeichnet. In der zweiten Jahreshälfte von 2008 gab Maes ein kurzes Gastspiel beim schwedischen Erstligisten Djurgården Damfotboll. Nach Saisonende beabsichtigte sie in der Nähe ihrer Heimat das Fußballspielen fortzusetzen und unterschrieb beim deutschen Bundesligisten FCR 2001 Duisburg, mit dem sie im Mai 2009 den Women’s Cup und den DFB-Pokal gewann.
Maes spielte erstmals für Belgien am 6. März 1996 beim 0:4 gegen die Niederlande. Ihr erstes Länderspieltor erzielte sie am 20. April 1996 beim 6:1 gegen Schottland, als ihr bereits in der ersten Minute das 1:0 gelang. Mit 25 Toren war sie Rekordtorschützin der belgischen Frauen-Nationalmannschaft. Sie konnte sich mit Belgien aber für kein großes Turnier qualifizieren.
Am 24. Februar 2010 erklärte Maes ihren sofortigen Rücktritt aus der belgischen Nationalmannschaft. Am 5. August 2010 wurde sie von der FIFA in den FIFA Hunderterclub aufgenommen und dort mit 110 Spielen gelistet, während der KBVB in seiner Statistik nur 85 Spiele nennt. Belgien machte in ihrer aktiven Zeit auch nur 92 Länderspiele.

## Erfolge
- Belgischer Meister 2004, 2005, 2006, 2007
- Belgischer Pokalsieger 1997, 2001, 2003, 2004, 2007
- Torschützenkönigin der belgischen Liga 2007
- Beste Spielerin der niederländischen Ehrendivision 2008
- DFB-Pokal-Siegerin 2009 und 2010
- UEFA-Women’s-Cup-Siegerin 2009
- Gewinnerin des Étoile du football: 2005 und 2007